# Малые Белевичи
Малые Беле́вичи (бел. Малыя Бялевічы) — деревня в составе Семукачского сельсовета Могилёвского района Могилёвской области Республики Беларусь.

## Население
- 1999 год — 74 человека
- 2010 год — 55 человек
- 2018 год — 30 человек

## Известные уроженцы, жители
- Куропатенко, Фёдор Кузьмич (1903—1993) — советский ученый в области управления земельными ресурсами.